# Flandria (ciclismo)
La Flandria era una squadra maschile belga di ciclismo su strada, attiva nel professionismo tra il 1959 e il 1979. Sponsorizzata dalla fabbrica fiamminga di biciclette Flandria, costituì uno dei sodalizi più longevi e vincenti del ciclismo di quegli anni.
Ben attrezzata soprattutto per le classiche, nei ventuno anni di attività la Flandria ebbe tra le sue file tutti i più forti ciclisti belgi del tempo (escluso Eddy Merckx), riuscendo a vincere cinque Giri delle Fiandre, quattro Parigi-Roubaix, quattro Liegi-Bastogne-Liegi e un Giro di Lombardia, oltre a numerose altre gare di un giorno. Nei grandi Giri la squadra ottenne moltissime vittorie di tappa e piazzamenti, e nel 1977 arrivò a imporsi nelle classifiche generali di Giro d'Italia e Vuelta a España rispettivamente con Michel Pollentier e Freddy Maertens. La squadra venne infine dismessa nel 1979 a causa dei problemi finanziari della casa madre Flandria.

## Storia

### 1959-1962: i primi anni e le vittorie con Van Looy
Sul finire degli anni 1950, in un periodo di grande espansione per il mercato ciclistico in tutta Europa, anche l'azienda di biciclette fiamminga Flandria (ufficialmente A.Claeys-Flandria), attiva dal 1896 a Zedelgem, decide di promuovere il proprio marchio nel ciclismo professionistico. La squadra Flandria nasce nel 1959 dall'accordo stipulato in un caffè tra Aimé Claeys, patron della Flandria, e l'affermato velocista Léon Van Daele. Van Daele aveva vinto la Parigi-Roubaix 1958, ma disobbedendo agli ordini del suo capitano e leader, l'"imperatore" Rik Van Looy: inimicatoselo, era stato per questo non confermato per la stagione seguente, dovendo quindi cercarsi una nuova formazione. Per l'annata 1959 Flandria allestisce così per la prima volta una squadra professionistica, la Flandria-Dr. Mann, diretta da Frans Theugels e dal manager-ciclista Alberic Schotte: alla prima stagione arrivano già 44 vittorie, otto delle quali, compresa la Gand-Wevelgem, con lo stesso Van Daele. Già nel 1960 Theugels decide di proseguire l'attività con Dr. Mann, e il team Flandria passa sotto la guida del solo Alberic Schotte, ritiratosi definitivamente dalle competizioni, "rinascendo" come Wiel's-Flandria. Nel biennio 1960-1961, corso in maglia bianco-verde Wiel's, per la Flandria giungono ancora molti successi, tra cui, con diversi ciclisti, una E3 Harelbeke, un Tour du Nord, due Kuurne-Bruxelles-Kuurne, due tappe al Tour de Suisse e un titolo nazionale svizzero.

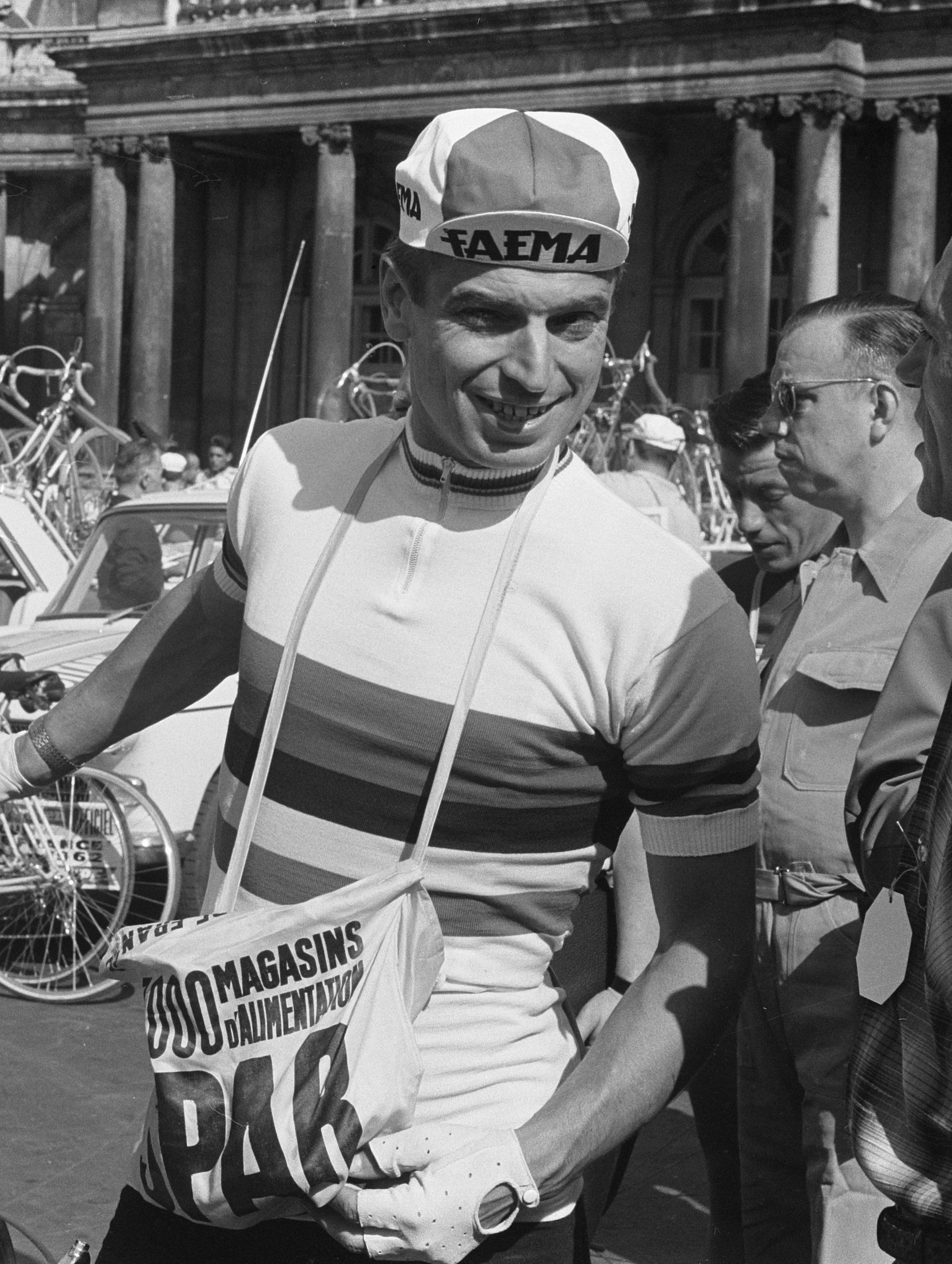
Rik Van Looy in maglia iridata Flandria-Faema al Tour de France 1962

Nel 1962 Flandria decide di ampliare la rosa, accorpando il gruppo belga della formazione Faema (spagnola ma di sponsor italiano), capitanato dal campione del mondo Rik Van Looy e guidato in ammiraglia da Guillaume Driessens. Dalla Faema viene ripresa anche la maglia rossa con banda bianca che caratterizzerà il team Flandria nei due decenni seguenti. In maglia Flandria-Faema iridata il nuovo capitano Van Looy vince, nella primavera del 1962, il Giro delle Fiandre, la Gand-Wevelgem e la Parigi-Roubaix, scortato e pilotato nelle volate dalla sua "guardia rossa" (antesignana del moderno "treno"). Al seguente Tour de France, corso per la prima volta nel dopoguerra dalle squadre di club, Van Looy, pur grande favorito, è costretto al ritiro dopo una collisione con una moto della stampa; i gradi di capitano sono rilevati da Joseph Planckaert, già vincitore quell'anno di Parigi-Nizza e Liegi-Bastogne-Liegi, che veste per sette giorni la maglia gialla e conclude infine secondo, battuto dal solo Jacques Anquetil. A fine anno saranno ben 101 le vittorie della Flandria-Faema. La permanenza di Van Looy in maglia Flandria dura però solo un anno: contrario al maggior peso assunto da Flandria rispetto a Faema (i belgi acquisirono anche il gruppo spagnolo della Faema), lascia per accasarsi alla G.B.C. insieme ai suoi gregari e al ds Driessens.

### 1963-1968: la nascita di una "super squadra"
Nel 1963, nonostante la dipartita di Van Looy, le vittorie per la Flandria continuano ad arrivare numerose, e così anche nel 1964, nonostante l'addio del gruppo spagnolo e dello sponsor Faema, e nel 1965, biennio in cui il co-sponsor del team è il marchio Romeo. I trionfi non giungono più da un solo campione, ma da più protagonisti, giovani o esperti, che contribuiscono insieme a formare una vera e propria "super squadra": Noël Foré vince il Giro delle Fiandre 1963, Peter Post la Parigi-Roubaix 1964 (primo olandese a riuscirvi), Willy Bocklant il Tour de Romandie 1963, la Liegi-Bastogne-Liegi 1964 e la Freccia del Brabante 1965, Guido Reybrouck la Parigi-Tours 1964, e non mancano nemmeno i successi in tappe al Tour de France, al Giro d'Italia e alla Vuelta a España.

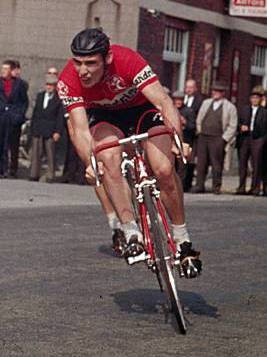
Willy Bocklant nel 1967

Nel 1966, con l'addio dello sponsor Romeo (che dà vita alla nuova Romeo-Smith's), la squadra Flandria deve ridimensionarsi, rimanendo addirittura inattiva nella prima metà di stagione. Nel 1967 si ha il pieno ritorno all'attività, con alcuni nomi nuovi come Walter Godefroot, Antoon Houbrechts ed Edward Sels (quest'ultimo solo per un anno), e comunque numerosi successi, tra cui quello di Godefroot alla Liegi-Bastogne-Liegi e quello di Bocklant all'E3 Prijs Vlaanderen. Anche il 1968 si caratterizza per gli ottimi risultati nelle classiche, con Godefroot capace di imporsi al Giro delle Fiandre, alla Gand-Wevelgem e alla Dwars door België (e secondo alla Parigi-Roubaix e terzo alla Liegi-Bastogne-Liegi), e il neoprofessionista Eric Leman vincitore della Kuurne-Bruxelles-Kuurne. Sono anche gli anni in cui la fabbrica Flandria si impone come primo produttore di biciclette e componentistica nell'Europa occidentale, raggiungendo una produzione annua di 350 000 telai.

### 1969-1972: gli anni di De Vlaeminck, Monseré e Zoetemelk
Durante questo periodo la squadra decide di non presentarsi al Giro d'Italia, per puntare di più sul Tour de France e sulle classiche. Nel marzo 1969 debutta quindi da professionista in squadra il ventiduenne Roger De Vlaeminck, che dimostra subito le sue qualità nelle classiche vincendo, all'esordio assoluto nella categoria, l'Omloop Het Volk (e qualche mese dopo anche il titolo nazionale belga). Sono comunque ancora Godefroot e Leman a mettere a referto il maggior numero di vittorie, con il primo abile a prevalere nella Parigi-Roubaix in solitaria (precedendo Eddy Merckx di più di 3 minuti), nello Scheldeprijs e nella Bordeaux-Parigi dietro derny. Nel settembre dello stesso anno fa il suo esordio da professionista anche il ventunenne Jean-Pierre Monseré, che nel mese seguente, in una delle sue prime gare in maglia Flandria, riesce a vincere a sorpresa il prestigioso Giro di Lombardia. L'anno dopo, con l'addio di Godefroot (direzione Salvarani), è De Vlaeminck a raccoglierne l'eredità, vincendo la Liegi-Bastogne-Liegi, la Kuurne-Bruxelles-Kuurne e lo Scheldeprijs, e piazzandosi secondo, battuto dall'emergente Merckx, alla Parigi-Roubaix; anche Leman coglie il primo trionfo in una classica "Monumento", prevalendo in volata nel Giro delle Fiandre, mentre Monseré, pur con la maglia della Nazionale belga, dà alla Flandria il primo titolo mondiale per professionisti della sua storia, aggiudicandosi la gara iridata di Leicester. Spicca in quel 1970 anche il debutto da pro di un altro futuro campione, Joop Zoetemelk, capace di classificarsi secondo al Tour de France (come già Planckaert nel 1962), alle spalle di Merckx, pur staccato di 12'41".
La stagione 1971, caratterizzata dall'arrivo dello sponsor Mars, è segnata dalla tragedia di Jean-Pierre Monséré: già vincitore quell'anno della Vuelta a Andalucía e pronto per una Milano-Sanremo da protagonista, il 15 marzo il giovane campione iridato rimane ucciso in un incidente con un'auto che aveva invaso il percorso durante una kermesse in Belgio. Nonostante lo shock, nelle classiche di quella primavera Roger De Vlaeminck riesce a vincere la Harelbeke e la Freccia Vallone ed Evert Dolman fa suo (a sorpresa) il Giro delle Fiandre, quinto successo per la Flandria nella "gara di casa" in tredici stagioni. In luglio al Tour de France, inoltre, Leman vince tre tappe e Zoetemelk riesce a confermare la prestazione dell'anno prima, vestendo per un giorno la maglia gialla e piazzandosi infine ancora secondo in classifica generale dietro a Merckx. Nella stagione 1972, con gli addii di De Vlaeminck (all'italiana Dreher) e di Leman (alla francese Bic), unitamente alla non eccelsa prestazione di Zoetemelk al Tour de France (quinto posto a 19'09" da Merckx), vengono a mancare alla Flandria i consueti importanti risultati. Lo stesso Zoetemelk a fine anno cambia casacca per gareggiare in Francia alla Gitane-Frigécrème. Ciò nonostante, il ricambio è immediato. Nel settembre 1972 esordisce da professionista in squadra il ventenne Freddy Maertens: insieme a Marc Demeyer, passato professionista nel settembre 1971, e a Michel Pollentier, pro dal marzo 1973, Maertens costituirà il trio di campioni cresciuti in squadra, i cosiddetti "Tre moschettieri", artefice di gran parte delle vittorie della Flandria nel decennio 1970.

### 1973-1976: le vittorie di Maertens, Pollentier e Demeyer

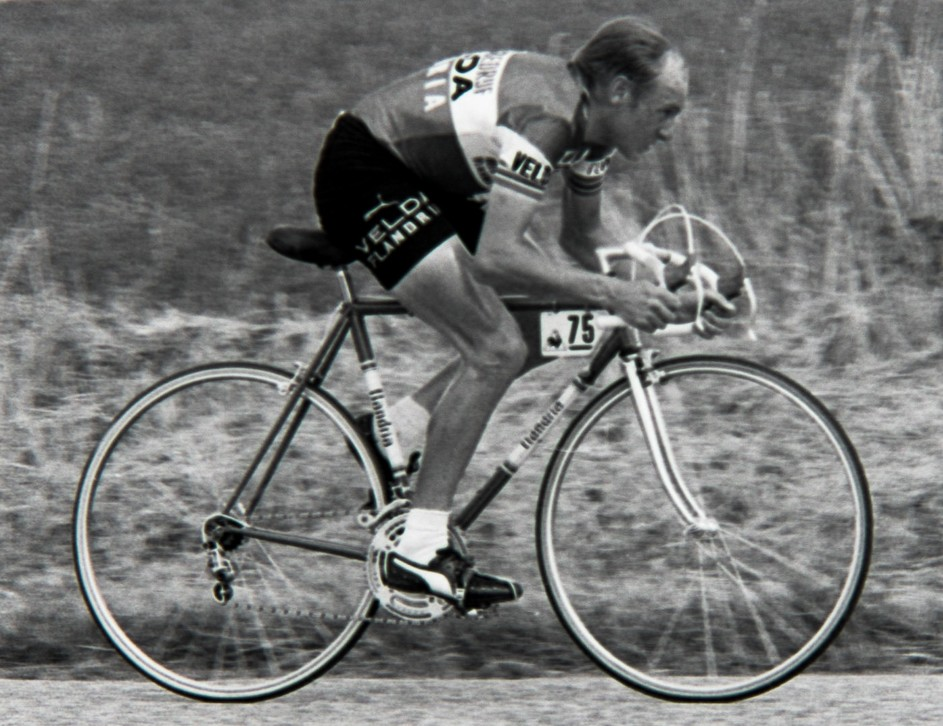
Michel Pollentier al Tour de France 1976

Il 1973 è segnato da un'importante novità nel settore tecnico: per la prima volta un marchio tecnico non europeo, la giapponese Shimano, decide di investire in Europa, sponsorizzando la Flandria e montando la propria componentistica sulle biciclette belghe. In stagione giungono ottimi risultati sia nelle classiche, con André Dierickx vincitore della Freccia Vallone e del Campionato di Zurigo, e Maertens e Godefroot (rientrato dopo tre anni all'estero) secondi rispettivamente al Giro delle Fiandre e alla Parigi-Roubaix, che al Tour de France, con due successi di Godefroot e uno di Wilfried David (vincitore quell'anno anche del Tour de Romandie). Nel 1974 la squadra, su idea del patron Paul Claeys, si sdoppia in due formazioni, la belga Carpenter-Confortluxe-Flandria e la francese Merlin Plage-Shimano-Flandria, entrambe abilitate a gareggiare nelle competizioni professionistiche. La doppia pubblicità allo stesso marchio di biciclette suscita subito polemiche, tanto che l'invito di entrambe le squadre alla Milano-Sanremo 1974 spinge diversi gruppi sportivi francesi (e i loro marchi concorrenti) a saltare la "Classica di primavera" per protesta. Nelle gare successive, come la Parigi-Roubaix e il Tour de France, si giunge a un compromesso: le due squadre coprono alternativamente il marchio "Flandria" su maglie e biciclette; a fine anno la Flandria francese viene quindi sciolta. Dal punto di vista dei risultati, Maertens ottiene ben 35 vittorie, soprattutto in semiclassiche, brevi corse a tappe (spiccano i successi parziali e finali alla Vuelta a Andalucía, alla Quatre Jours de Dunkerque e al Giro del Belgio) e nei criterium; Ronald De Witte e Pollentier vincono invece una tappa ciascuno al Tour de France e Demeyer lo Scheldeprijs e la Parigi-Bruxelles.
Nel 1975 il protagonista del team Flandria è ancora Maertens: 34 sono le sue vittorie, comprese quelle nella Gand-Wevelgem, nella Parigi-Bruxelles e nella Tours-Versailles, oltre ai bis in Vuelta a Andalucía e Giro del Belgio. Arrivano successi anche da Herman Van Springel, primo alla Bordeaux-Parigi dietro motori, e al Tour de France con le vittorie parziali di De Witte, Pollentier e Godefroot. Le prestazioni di Maertens raggiungono però il loro apice a partire dal 1976, sotto la direzione di Guillaume Driessens (già artefice dei primi successi di Merckx): nel 1976 ottiene infatti ben 54 vittorie stagionali, eguagliando, primo e unico finora a esservi riuscito, il primato di successi stabilito proprio da Merckx nel 1971. Nella prima parte di stagione Maertens si impone, tra le altre, in sei tappe della Parigi-Nizza, alla Freccia del Brabante, all'Amstel Gold Race, alla Gand-Wevelgem, al Campionato di Zurigo, alla Quatre Jours de Dunkerque e al campionato nazionale belga. Tra giugno e luglio vince quindi ben otto frazioni del Tour de France, eguagliando, all'esordio assoluto nella corsa francese, il record di vittorie parziali in un'unica edizione di Charles Pélissier ed Eddy Merckx; in quella Grande Boucle Maertens veste inoltre dieci maglie gialle e conquista la maglia verde della classifica a punti. Conclude la stagione con i successi al Grand Prix des Nations e, soprattutto, anche se in maglia belga, ai campionati del mondo di Ostuni (secondo titolo iridato targato Flandria dopo quello di Monseré). I risultati, tanti e di qualità, gli valgono il premio Super Prestige Pernod come miglior ciclista dell'anno. In quello stesso 1976 Pollentier vince il Giro del Belgio e Demeyer si aggiudica la Parigi-Roubaix prevalendo in una volata ristretta: la prestazione nella classica del pavé viene immortalata nel documentario En Forårsdag i Helvede ("Un giorno all'inferno") del regista danese Jørgen Leth, considerato uno dei migliori film sul ciclismo mai girati.

### 1977-1979: la "marea rossa" e gli ultimi anni

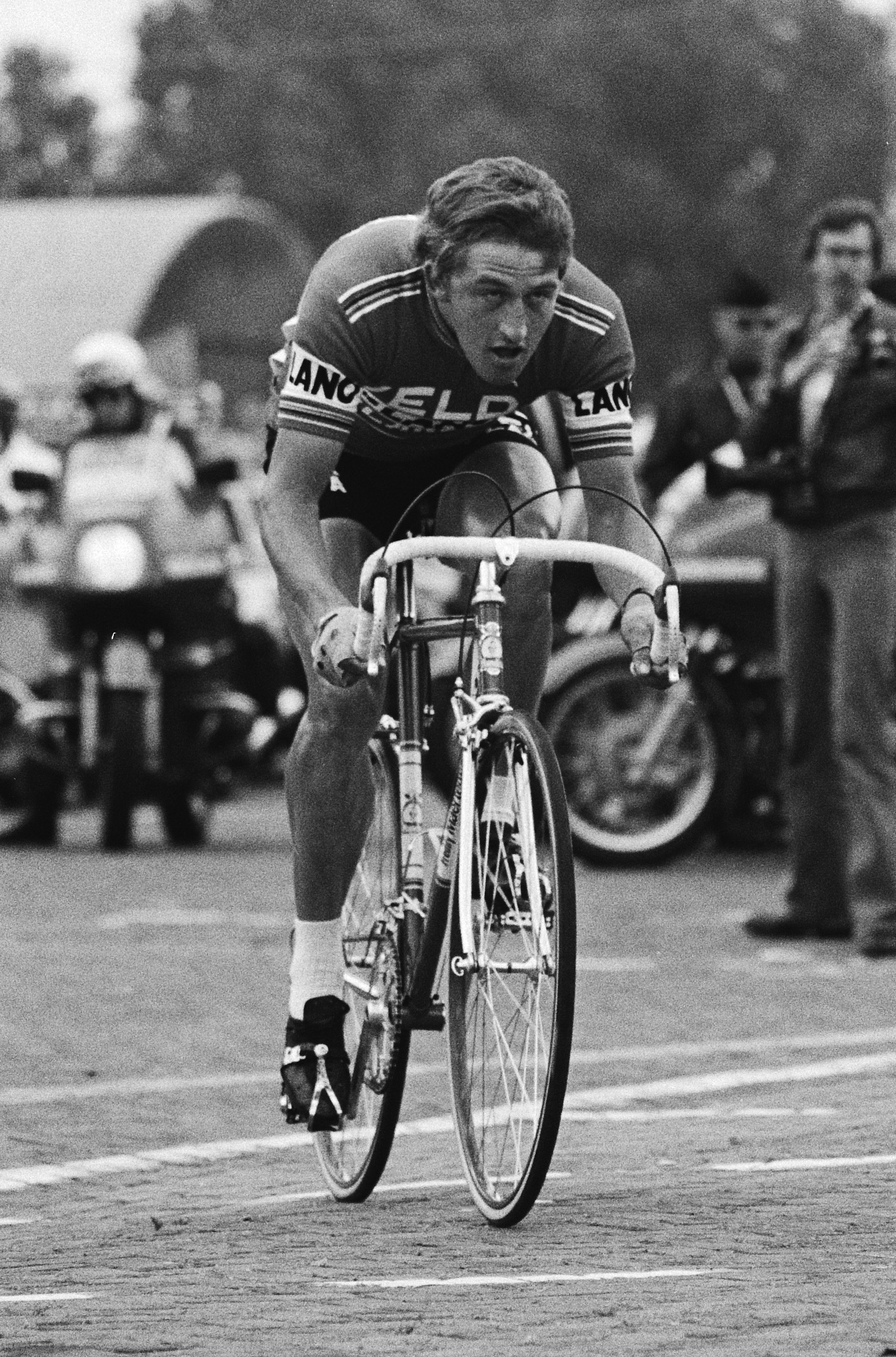
Freddy Maertens al Tour de France 1978

Nel 1977 il dominio della Flandria, ora sotto la direzione di Jean de Gribaldy, si trasforma in una "marea rossa". La prima parte di stagione vede l'iridato Maertens ancora più forma che nel 1976, e quasi sempre vincitore: il belga prevale al Trofeo Laigueglia, al Giro di Sardegna, all'Omloop Het Volk, alla Parigi-Nizza (con cinque vittorie di tappa) e alla Setmana Catalana (quattro successi parziali), piazzandosi inoltre terzo alla Parigi-Roubaix. Tra aprile e maggio corre quindi la sua prima Vuelta a España: in quella corsa riesce a vincere ben 13 delle 21 tappe in programma (anche Pollentier ne vince una), veste la maglia gialla di leader dal primo all'ultimo giorno e vince la classifica generale, quella a punti e quella dei traguardi volanti. Oltre a dare alla Flandria il primo successo in un Grande Giro, mette a segno il record (tuttora imbattuto) di vittorie parziali, tredici, in un'edizione di un grande Giro. Dopo anni di assenza la squadra torna alla corsa rosa puntando su Maertens per tentare l'assalto al Giro d'Italia; il fiammingo si impone in sette delle prime undici frazioni, mostrando ancora una volta un eccellente stato di forma. Nella seconda semitappa sull'Autodromo del Mugello (aveva già vinto la prima frazione), è però vittima di una grave caduta che gli causa la frattura del polso e lo costringe, l'indomani, al ritiro. La leadership della squadra passa a Demeyer e Pollentier: il primo vince due tappe, il secondo rimane sempre con i migliori, stacca Francesco Moser a Cortina d'Ampezzo prendendogli la maglia rosa, e consolida infine il primato vincendo la cronometro di Binago. Il Giro d'Italia 1977 va a Pollentier, con 2'32" su Moser. Nella seconda parte di stagione Pollentier si impone anche al Tour de Suisse e ai campionati belgi, mentre Maertens, rientrato dall'infortunio già al Tour de Suisse, vince la Volta Ciclista a Catalunya. A fine anno Maertens è ancora premiato con il Super Prestige Pernod, grazie a ben 53 trionfi; sono invece 104 le vittorie della squadra, un record nei ventidue anni di attività. Tra i 104 trionfi della Flandria spiccano i quattro, pur minori, ottenuti da un ventunenne neoprofessionista irlandese, Sean Kelly, futuro protagonista del ciclismo negli anni a venire.
Nel 1978 il ds Driessens viene sostituito da Alfred De Bruyne. Dopo una primavera di buoni risultati (Maertens vince Omloop Het Volk, E3 Harelbeke e Quatre Jours de Dunkerque), l'obiettivo della Flandria diventa il Tour de France, unica grande corsa, insieme alla Milano-Sanremo, assente dal vasto palmarès rosso-bianco. Essendo Maertens un non eccelso scalatore (bensì molto più adatto alle volate), la squadra decide di puntare, per la classifica generale, su Pollentier, già in evidenza al Critérium du Dauphiné Libéré con due vittorie parziali e quella finale e al Tour de Suisse con due vittorie parziali. La squadra, arricchita da Demeyer e Kelly (all'esordio), si mette presto in evidenza, ottenendo due successi con Maertens e uno con il debuttante irlandese. Nella cruciale tappa dell'Alpe d'Huez, la sedicesima, è quindi Pollentier a imporsi in solitaria, conquistando anche la maglia gialla di leader. Nel controllo antidoping del pomeriggio stesso, il belga viene però scoperto a falsare il controllo, tentando di sostituire il proprio campione di urina con uno contenente urina pulita (secondo altre fonti, non riesce semplicemente a fornire un campione, perché disidratato): in ogni caso, Pollentier viene immediatamente escluso dalla corsa e la vittoria gli viene revocata. Nonostante i clamorosi fatti dell'Alpe, Maertens porta la maglia verde fino a Parigi, ove sul podio finale sale un altro corridore della Flandria, il portoghese Joaquim Agostinho, terzo classificato nella generale.
La stagione 1979, dopo l'addio di Pollentier e Kelly, entrambi in direzione Splendor-Euro Soap, vede l'altra stella della squadra, Freddy Maertens, lontano dalle competizioni sia a causa del problema alla schiena originato dalla posizione errata in sella assunta dopo la frattura al polso del maggio 1977, sia a causa di problemi con le tasse. In squadra confluiscono, dalla dismessa C & A dell'appena ritiratosi Merckx, il ds Jozef Huysmans e quattro ex gregari, ma senza particolari risultati. Sono infatti ancora Demeyer e Agostinho a ottenere i principali risultati, con il belga capace di vincere diverse frazioni di brevi corse a tappe e il portoghese di nuovo terzo al Tour de France, in un ultimo assalto, fallito, del team Flandria alla Grande Boucle. La storia della squadra professionistica Flandria si conclude con la stagione 1979, dopo ventidue anni in gruppo: i problemi finanziari della casa di biciclette A.Claeys-Flandria, emersi durante il Giro d'Italia 1977 e divenuti evidenti nel biennio seguente per via degli stipendi pagati in ritardo o non pagati (come nell'intera annata 1979), portano alla dismissione del gruppo sportivo e infine, nel 1981, dopo 95 anni di attività, alla definitiva bancarotta della società Flandria. Dopo la chiusura del team il capitano Maertens, reduce da un anno di sostanziale inattività, va a correre in Italia, alla Mobili San Giacomo-Benotto, ma solo nel 1981 torna ad alti livelli, vincendo anche il suo secondo titolo mondiale. Demeyer, passato alla Ijsboerke-Warncke Eis, muore nel gennaio 1982 in circostanze non chiarite (per attacco di cuore, secondo alcune fonti). Agostinho torna in Francia insieme al ds De Gribaldy, alla Puch-Campagnolo-Sem, ma anch'egli muore prematuramente, nel 1984, dopo un incidente in gara.

## Cronistoria

### Annuario
| Anno | Codice | Nome                                    | Cat. | Biciclette | Dirigenza                                                                            |
| ---- | ------ | --------------------------------------- | ---- | ---------- | ------------------------------------------------------------------------------------ |
| 1959 | -      | Flandria-Dr. Mann                       | Pro  | Flandria   | Dir. sportivi: Frans Theugels                                                        |
| 1960 | -      | Wiel's-Flandria                         | Pro  | Flandria   | Dir. sportivi: Alberic Schotte                                                       |
| 1961 | -      | Wiel's-Flandria                         | Pro  | Flandria   | Dir. sportivi: Alberic Schotte                                                       |
| 1962 | -      | Flandria-Faema-Clément                  | Pro  | Flandria   | Dir. sportivi: Guillaume Driessens                                                   |
| 1963 | -      | Faema-Flandria                          | Pro  | Flandria   | Dir. sportivi: Alberic Schotte, Bernardo Ruiz Navarrete                              |
| 1964 | -      | Flandria-Romeo                          | Pro  | Flandria   | Dir. sportivi: Guillaume Driessens, Alberic Schotte                                  |
| 1965 | -      | Flandria-Romeo                          | Pro  | Flandria   | Dir. sportivi: Guillaume Driessens                                                   |
| 1966 | -      | Flandria                                | Pro  | Flandria   | Dir. sportivi: Alberic Schotte, Joseph Planckaert                                    |
| 1967 | -      | Flandria-De Clerck                      | Pro  | Flandria   | Dir. sportivi: Alberic Schotte                                                       |
| 1968 | -      | Flandria-De Clerck                      | Pro  | Flandria   | Dir. sportivi: Alberic Schotte, Camille De Cœur                                      |
| 1969 | -      | Flandria-De Clerck-Krüger               | Pro  | Flandria   | Dir. sportivi: Alberic Schotte, Noël Foré                                            |
| 1970 | -      | Flandria-Mars                           | Pro  | Flandria   | Dir. sportivi: Alberic Schotte, Noël Foré                                            |
| 1971 | -      | Flandria-Mars                           | Pro  | Flandria   | Dir. sportivi: Alberic Schotte, Noël Foré                                            |
| 1972 | -      | Beaulieu-Flandria                       | Pro  | Flandria   | Dir. sportivi: Alberic Schotte, Noël Foré                                            |
| 1973 | -      | Flandria-Carpenter-Shimano              | Pro  | Flandria   | Dir. sportivi: Alberic Schotte, Pierre Molinéris                                     |
| 1974 | -      | Carpenter-Confortluxe-Flandria          | Pro  | Flandria   | Dir. sportivi: Alberic Schotte                                                       |
| 1975 | -      | Carpenter-Confortluxe-Flandria          | Pro  | Flandria   | Dir. sportivi: Alberic Schotte, Walter Verlee, Camille De Cœur                       |
| 1976 | -      | Flandria-Velda-West Vlaams Vleesbedrijf | Pro  | Flandria   | Dir. sportivi: Guillaume Driessens, Alberic Schotte                                  |
| 1977 | -      | Flandria-Velda-Latina Assicurazioni     | Pro  | Flandria   | Dir. sportivi: Jean de Gribaldy, Guillaume Driessens, Alberic Schotte, Walter Verlee |
| 1978 | -      | Flandria-Velda-Lano                     | Pro  | Flandria   | Dir. sportivi: Jean de Gribaldy, Alfred De Bruyne, Alberic Schotte, Walter Verlee    |
| 1979 | -      | Flandria-Ça va seul-Sunair              | Pro  | Flandria   | Dir. sportivi: Jean de Gribaldy, Alberic Schotte, Jozef Huysmans                     |

## Palmarès

### Grandi giri
- Giro d'Italia
  - 5 partecipazioni (1962, 1964, 1965, 1973, 1977)
  - 17 vittorie di tappe
    - 5 nel 1962 : Willy Schroeders, Armand Desmet, Huub Zilverberg e Rik Van Looy (2)
    - 1 nel 1964 : Walter Boucquet
    - 1 nel 1965 : Frans Brands
    - 10 nel 1977 : Freddy Maertens (7), Marc Demeyer (2) e Michel Pollentier

  - 1 classifica finale
    - Michel Pollentier (1977)

  - 2 classifiche minori
    - Classifica a squadre: 1962 e 1977

- Tour de France
  - 14 partecipazioni (1962, 1963, 1964, 1965, 1969, 1970, 1971, 1972, 1973, 1974, 1975, 1976, 1978, 1979)
  - 37 vittorie di tappe
    - 1 nel 1962 : Huub Zilverberg
    - 1 nel 1963 : Frans Brands
    - 2 nel 1965 : Guido Reybrouck (2)
    - 1 nel 1967 : Walter Godefroot
    - 3 nel 1968 : Walter Godefroot (2) e Eric Leman
    - 1 nel 1969 : Eric Leman
    - 1 nel 1970 : Roger De Vlaeminck
    - 3 nel 1971 : Eric Leman (3)
    - 3 nel 1973 : Walter Godefroot (2) e Wilfried David
    - 2 nel 1974 : Ronald De Witte e Michel Pollentier
    - 3 nel 1975 : Ronald De Witte, Michel Pollentier e Walter Godefroot
    - 9 nel 1976 : Freddy Maertens (8) e Michel Pollentier
    - 4 nel 1978 : Freddy Maertens (2), Sean Kelly e Marc Demeyer
    - 3 nel 1979 : René Bittinger, Marc Demeyer e Joaquim Agostinho

  - 6 classifiche minori
    - Classifica sprint : Eric Leman (1969), Pieter Nassen (1971) e Marc Demeyer (1973 e 1975)
    - Classifica a punti : Freddy Maertens (1976 e 1978)

- Vuelta a España
  - 4 partecipazioni (1963, 1971, 1976, 1977)
  - 19 vittorie di tappe
    - 1 nel 1963 : José Segú
    - 1 nel 1971 : Joop Zoetemelk
    - 3 nel 1976 : Dirk Ongenae (2) e Arthur Van De Vijver
    - 14 nel 1977 : Freddy Maertens (13) e Michel Pollentier

  - 1 classifica finale
    - Freddy Maertens (1977)

  - 3 classifiche minori
    - Classifica scalatori : Julio Jiménez (1963) e Joop Zoetemelk (1971)
    - Classifica a punti : Freddy Maertens (1977)

### Classiche

#### Classiche monumento
- 5 Giro delle Fiandre : Rik Van Looy (1962), Noël Foré (1963), Walter Godefroot (1968), Eric Leman (1970) e Evert Dolman (1971)

- 4 Parigi-Roubaix : Rik Van Looy (1962), Peter Post (1964), Walter Godefroot (1969) e Marc Demeyer (1976)

- 4 Liegi-Bastogne-Liegi : Jef Planckaert (1962), Willy Bocklant (1964), Walter Godefroot (1967) e Roger De Vlaeminck (1970)

- 1 Giro di Lombardia : Jean-Pierre Monseré (1969)

#### Altre classiche
- 2 Parigi-Tours : Guido Reybrouck (1964) e Freddy Maertens (1975)
- 4 Gand-Wevelgem : Léon Van Daele (1959), Walter Godefroot (1968), Freddy Maertens (1975 e 1976)
- 2 Bordeaux-Parigi : Walter Godefroot (1969) e Herman Van Springel (1975)
- 1 Paris-Luxembourg : Eric De Vlaeminck (1970)
- 2 Freccia Vallone : Roger De Vlaeminck (1971) e André Dierickx (1973)
- 2 Parigi-Bruxelles : Marc Demeyer (1974), Freddy Maertens (1975)
- 2 Rund um den Finanzplatz Eschborn-Frankfurt : Walter Godefroot (1974) e Freddy Maertens (1976)
- 1 Amstel Gold Race : Freddy Maertens (1976)